# يوليوس روزنبرغ
يوليوس روزنبرغ (بالإنجليزية: Julius Rosenberg)‏ هو مهندس وجاسوس أمريكي، ولد في 12 مايو 1918 في نيويورك في الولايات المتحدة، وتوفي في 19 يونيو 1953 في سنج سنج في الولايات المتحدة بسبب صعق كهربائي.

## وصلات خارجية
- يوليوس روزنبرغ على موقع الموسوعة البريطانية (الإنجليزية)
- يوليوس روزنبرغ على موقع مونزينجر (الألمانية)
- يوليوس روزنبرغ على موقع إن إن دي بي (الإنجليزية)